# Осойница
Осойница (на словенски: Osojnica) е село в Словения, Горенски регион, община Жири. Според Националната статистическа служба на Република Словения през 2002 г. селото има 26 жители.